# Église Saint-Hilaire de Mortefontaine
L'église Saint-Hilaire est une église située à Mortefontaine, en France.

## Localisation
L'église est située sur la commune de Mortefontaine, dans le département de l'Aisne.

## Historique
Le monument est inscrit au titre des monuments historiques en 1927.